# Le Lit conjugal
Pour plus de détails, voir Fiche technique et Distribution.
Le Lit conjugal (titre original : Una storia moderna - L'ape regina) est un film franco-italien réalisé par Marco Ferreri, sorti en 1963.
Après trois longs métrages réalisés en Espagne, Ferreri a ainsi tourné pour la première fois un long métrage dans son pays. Il s'agit de l'histoire d'un homme d'âge moyen qui est complètement anéanti par sa jeune épouse qui désire un enfant. L'idée de cette histoire lui est venue, avec son coauteur Rafael Azcona, de la pièce en un acte La moglie a cavallo de Goffredo Parise. Outre sa représentation réaliste de la vie italienne contemporaine, et en particulier de l'homme, le récit du film présente des traits macabres. Ferreri visait une féminité matriarcale, monstrueuse, pour laquelle un homme n'a plus aucune valeur une fois l'acte de reproduction accompli - le titre original L'ape regina (litt. « La Reine des abeilles ») établit un parallèle biologique avec les abeilles, où le mâle ne survit pas après la fécondation de la reine. Le réalisateur, selon lequel l'instinct de possession féminin détruit toujours un homme, y voyait une émanation de la doctrine catholique et de la morale familiale. La réduction du mariage à la fonction de reproduction le prive de toute dimension humaine. D'abord lancée sous le titre L'ape regina, la satire fut retirée de la circulation par la censure pour « obscénité », raccourcie, recoupée, dotée d'un panneau de texte introductif et autorisée seulement six mois plus tard avec l'ajout du titre Una storia moderna. Ce fut le premier film de Ferreri à être connu au-delà d'un public cinéphile restreint — avec 5 millions d'entrées, il fut la cinquième production nationale la plus visionnée du box-office Italie 1962-1963 — mais lui valut également une réputation de misogynie. L'œuvre a été présentée au Festival de Cannes 1963, où le jury a décerné le prix de la meilleure actrice à Marina Vlady. Le Lit conjugal marque également le début de la longue collaboration et amitié de Ferreri avec Ugo Tognazzi, qui a reçu en 1964 le Ruban d'argent du meilleur acteur pour ce rôle.

## Synopsis
Une planche de texte dessinée par Marco Ferreri annonce une histoire de mariage « amère », dans laquelle une compréhension bigote des « principes solides et immuables de la morale et de la religion » provoque le malheur. Alfonso, un homme d'une quarantaine d'années, est associé avec son ami Riccardo dans une concession Citroën qui marche bien à Rome. Le soir, ils sortent souvent avec des jeunes femmes. Mais aujourd'hui, le célibataire aimerait bien entrer dans le port du mariage. Son ancien ami d'école, le père Mariano, lui présente Regina, beaucoup plus jeune, issue d'une famille solidement enracinée dans la tradition catholique, qui vit avec sa mère et deux tantes veuves. Pendant les fiançailles, celle qui a été élevée dans la religion refuse les avances sexuelles et se marie vierge.
Alfonso s'installe dans la maison de la famille de Regina, à un jet de pierre du Vatican. Après son mariage, Regina manifeste un fort désir érotique et souhaite vivement avoir un enfant, mais Alfonso se révèle dépassé par ses exigences sexuelles. Il s'adresse au père Mariano, qu'elle écoute, pour que le prêtre convainque Regina de se modérer. Mais l'ecclésiastique, se référant à Alphonse de Liguori, lui rappelle les sacro-saints devoirs conjugaux et lui prescrit de se faire faire des injections d'hormones par le médecin pour se fortifier. Un soir, alors qu'Alfonso se réfugie à nouveau dans son bureau sous prétexte de travail, elle lui rend une visite surprise et se prélasse de manière séduisante sur le canapé. Dans la journée, Alfonso croise le chemin d'amis qui partent justement passer quelques jours sans épouses dans un séminaire catholique. Il se joint à eux. Au bout d'une semaine à peine, Regina, furieuse, l'attrape. Sur le chemin du retour, elle lui reproche d'être vieux. Il s'arrête dans un bosquet et couche avec elle. Regina tombe enceinte, ce qu'il considère comme un miracle. Elle fait venir un représentant avec lequel Alfonso doit conclure une assurance-vie. Désormais, elle place l'enfant au-dessus de tout et se montre de plus en plus froide envers son époux. Après la mort de sa mère, ils descendent dans le caveau où elle est enterrée et où sont enterrés de nombreux membres de sa famille. Face à tant de signes morbides, Alfonso est pris d'un malaise. Dans une ferme, il se remet en plumant des poules, tandis que Regina, enceinte jusqu'aux dents, prend en charge son travail de bureau dans le garage. Après une nuit passée ensemble, il est victime d'un infarctus. De retour chez lui, il passe ses derniers jours au lit. Regina le fait transférer dans une pièce isolée pour créer une chambre d'enfant. Lorsque son fils vient au monde et se fait baptiser, Alfonso est déjà sous terre.

## Fiche technique
- Titre original : Una storia moderna - L'ape regina
- Titre français : Le Lit conjugal
- Réalisation : Marco Ferreri
- Scénario : Rafael Azcona, Marco Ferreri, Diego Fabbri, Pasquale Festa Campanile et Massimo Franciosa d’après une histoire de Rafael Azcona et Marco Ferreri à partir d’une idée de Goffredo Parise
- Décors : Massimiliano Capriccioli
- Costumes : Luciana Marinucci
- Photographie : Ennio Guarnieri
- Montage : Lionello Massobrio
- Musique : Teo Usuelli
- Pays d’origine :  France,  Italie
- Langue de tournage : italien
- Période de tournage : début des prises de vue en août 1962
- Tournage extérieur : Rome, Ostie
- Producteurs : Henryk Chroscicki (it), Alfonso Sansone (it)
- Directeur de production : Ilio Rovelli
- Sociétés de production : Fair Film (Italie), Sancro Film (Italie), Les Films Marceau-Cocinor (France)
- Sociétés de distribution : Les Films Ariane (France), Les Acacias (France), Tamasa Distribution (France)
- Format : noir et blanc — 35 mm — son monophonique
- Genre : comédie dramatique
- Durée : 90 minutes
- Date de sortie :
  - France : mai 1963, en compétition au Festival de Cannes
- (fr) Mentions CNC : tous publics, art et d'essai (visa d'exploitation no 26698 délivré le 10 juin 1963)

## Distribution

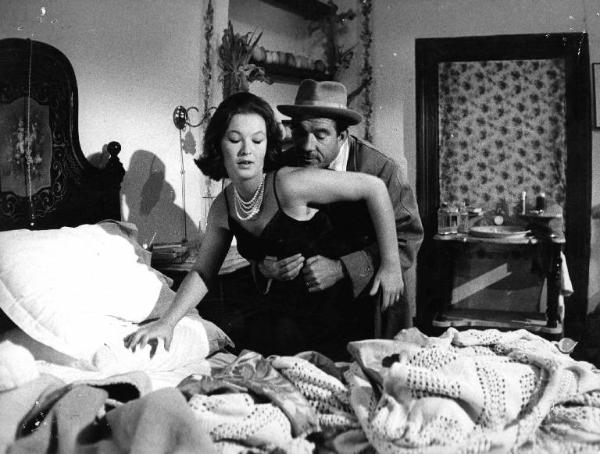
Marina Vlady et Ugo Tognazzi dans une scène du film.

- Ugo Tognazzi  (VF : Jean-Claude Michel) : Alfonso
- Marina Vlady  (VF : Elle-même) : Regina
- Walter Giller  (VF : Marc Cassot) : le père Bariaco
- Linda Sini : la mère supérieure
- Riccardo Fellini  (VF : Albert Augier) : Riccardo
- Igi Polidoro : Igi
- Nino Vingelli  (VF : Alfred Pasquali) : un homme en colère au cimetière
- Mario Giussani  (VF : Gerard Ferat) : Ribulsi
- Pietro Tattanelli  (VF : Roger Tréville) : Don Giuseppe
- Jacqueline Perrier : Jacqueline
- Elvira Poalini : la cuisinière
- Luigi Scavran : un prêtre

## Distinctions

### Nominations et sélections
- Festival de Cannes 1963 : film dans la sélection officielle pour la Palme d'or.
- Golden Globes 1964 : Marina Vlady nommée pour le Golden Globe de la meilleure actrice dans un film dramatique.

### Récompenses
- Festival de Cannes 1963 : prix d'interprétation féminine à Marina Vlady[3] : « Pour moi, cette Palme de la meilleure actrice était un cadeau inespéré. Une polémique avait enflé, car j’avais été doublée, comme toutes les actrices italiennes elles-mêmes l’étaient à l’époque. D’aucuns prétendaient qu’on ne pouvait donner un prix à quelqu’un dont on n’entendait pas la voix. D’autres soutenaient qu’ayant interprété plus de trente films on pouvait me faire crédit… Bref, ça chauffait dans les soirées cannoises. Moi, j’étais fière et me sentais par ailleurs tout à fait heureuse : après de nombreux contretemps divers, j’avais épousé Jean-Claude Brouillet. »
- 1964 : Ruban d'argent à Ugo Tognazzi, prix du meilleur acteur protagoniste décerné par le Syndicat national des critiques cinématographiques italiens

## Autour du film
- Marina Vlady[3] : « Le thème du film Ape regina[4] (je veux oublier Le Lit conjugal, traduction stupide du distributeur) est l’envie de procréer poussée à l’extrême. On fait l’amour jusqu’à épuisement pour perpétuer l’espèce, et ce dans un milieu ultra-catholique, une Rome dévouée corps et âme au Vatican, avec la bénédiction d’un oncle moine et de la sainte Église… Marco Ferreri s’en donne à cœur joie ! J’entre en scène en jeune mariée impure mais vierge, après un long regard d’adieu à une bonne sœur avec qui je n’ai pas partagé que des prières… et je sors du film en reine des abeilles comblée par la naissance de l’« Enfant », veuve noire au sourire énigmatique. Mon partenaire, Ugo Tognazzi, fait beaucoup rire, mais finit par attendrir, puis provoquer la compassion par sa fin déchirante. Quel acteur ! […] Ape regina, en particulier, montre l’hypocrisie d’un milieu où les plus débridés dans leurs ébats finissent en grenouilles de bénitier ou crèvent d’épuisement. […] Pour l’écriture du scénario, Marco Ferreri avait un complice, Rafael Azcona, qui est vite devenu un inséparable copain. Espagnol vivant à Madrid, il faisait des apparitions inattendues sur le plateau. […] En travaillant en Italie, j’ai été frappée par la collaboration entre plusieurs scénaristes-dialoguistes sur la préparation d’un même film. […] Ce travail d’écriture est compliqué mais fructueux. »